# 뛰뛰클럽
《뛰뛰클럽》은 1985년 1월 13일에 MBC TV에서 방영되었던 베스트셀러극장이다.

## 줄거리
뛰뛰클럽은 신용과 책임을 사훈으로 삼고 고객이 의뢰하는 각종 심부름을 대행해 주고 수수료를 받는 작은 규모의 심부름 센터이다. 회장(이영후)을 비롯해서 몇 사람이 이 곳에서 일하고 있다.
일거리가 뜸해 사무실 임대료가 두달 가까이 밀리자 이들은 거리로 쫓겨날 운명에 처하는데 연말에 갑자기 괴상한 심부름 의뢰가 여럿 들어오면서 사무실은 활기를 띠게 되고...

## 출연
- 이혜숙
- 이영후
- 김주영
- 박경순
- 안재은
- 조한려
- 김기일
- 이호재
- 임정하
- 나영진
- 신국
- 박윤배
- 변희봉
- 최봉
- 이수나
- 정태섭
- 윤석오
- 정성모
- 허윤정